# Козівський замок
Козівський замок — втрачена оборонна споруда у селищі Козова Козівської громади Тернопільського району Тернопільської области України.

## Відомості
На початку XVI ст. Потоцькі спорудили на невисокому пагорбі між двома річками замок.
У 1569, 1575, 1621, 1626 роках на замок здійсьнювалилися напади з боку турків, козаків і татар. У 1672 році мандрівник Ульріх фон Вердум у своїх записах згадує, що укріплення сильно пошкоджені і перебувають в руїнах.
У 1755 році власник Козови Август Олександр Мошинський збудував новий замок-садибу, але вже в іншому місці, на пагорбі, поблизу місця, де знаходився мурований готичний костел. А на місці, де знаходився оборонний замок Потоцьких, використовуючи залишки мурів, Мошинський збудував фабрику, імовірно ароматичних добавок. В добу «комунізму» там знаходився цех по розливу води.